# ザラフシャン空港
ザラフシャン空港 (英語: Zarafshan Airport)、(IATA: AFS, ICAO: UTSN) はウズベキスタン・ナヴォイ州のザラフシャンにある空港である。

## 概要
滑走路は一つで、全長は1820mである。

## 発着便
| 航空会社           | 就航地                 |
| ------------------ | ---------------------- |
| ウズベキスタン航空 | ナヴォイ, タシュケント |